# 유상범 (1868년)
유상범(兪相範, 1868년 8월 5일(음력 6월 17일) ~ ?)은 대한제국과 일제강점기의 관료이다.

## 생애
가정에서 한학을 공부하였고, 1894년에 농상공부 주사를 맡으며 대한제국 말기에 관리로 근무했다. 유상범은 통신국에서 우편 관련 업무를 담당하였다.
1899년에 일본으로 유학했다. 나가사키시의 나가사키 상업학교 보통과에 입학하여 신학문을 공부했고, 1901년에는 나가사키 세관에서 견습으로 실무를 익혔다. 귀국 후 탁지부 번역관으로 근무하였고, 탁지부 재무서 소속의 대구재무감독국 울산재무서에서 주사로 근무하기도 했다. 이때 품계는 9품이었다.
한일 병합 조약이 체결된 이듬해인 1911년에 조선총독부 군수로 발탁되어 경상남도 거창군 군수가 되었다. 거창군수를 거쳐 통영군과 사천군, 하동군 군수를 지냈으며, 통영군수 재직 시에는 경상남도 지방토지조사위원회 임시위원을 겸임하기도 했다.
일본 정부로부터 한국병합기념장과 쇼와대례기념장을 수여받은 바 있다. 하동군수이던 1921년을 기준으로 종6위에 서위되어 있었다. 퇴관 후에는 거창에서 거창면장을 맡아 이 지역 유지로 활동했다.
민족문제연구소가 2008년에 공개한 민족문제연구소의 친일인명사전 수록예정자 명단 중 관료 부문에 포함되었다.

## 참고자료
- 유상범(兪相範) - 국사편찬위원회